# Daniel Rudberg
Daniel Rudberg, född 1727 och död 1788, var läkare och poet verksam i Värmlandsnäs på 1760-talet. Rudberg är mest känd för sitt poem om Christian Haller och dennes lärling Sven Hertz.